# ACiD Productions
ACiD Productions (ACiD) is een groep uit de ondergrondse digitale kunstwereld. Ze werd gesticht in 1990 en hield zich toen vooral bezig met ANSI tekeningen voor BBS'en. Later breidden ze hun werkveld uit naar de andere grafische media en de ontwikkeling van software.

## Geschiedenis
ACiD Productions werd gesticht in 1990 als ANSI Creators In Demand door vijf leden, nl. RaD Man, Shadow Demon, Grimm, The Beholder and Phantom.  Oorspronkelijk maakten ze enkel ANSI- en ASCII-art, maar de groep vertakte hun werkveld naar andere artistieke media zoals muziek ('tracking'), de demoscene en softwareontwikkeling voor multimedia (bv. ACiD View voor het bekijken van allerhande grafische bestanden).
In het midden van de jaren 90 stichtte ACiD enkele onderafdelingen: "Remorse" is de ASCII-artafdeling van ACiD en "pHluid" de muziekafdeling.
In 2004 houdt ACiD zich slechts bezig met het bewaren van het digitale kunstenpatrimonium, het maken van 'talk radio' nieuws, en slaat het munt uit de verkoop van de artscenearchieven op dvd.